# Žebrák (berg)
Žebrák är ett berg i Tjeckien.   Det ligger i regionen Mellersta Böhmen, i den centrala delen av landet, 50 km söder om huvudstaden Prag. Toppen på Žebrák är 590 meter över havet.
Terrängen runt Žebrák är huvudsakligen platt, men den allra närmaste omgivningen är kuperad.Runt Žebrák är det ganska glesbefolkat, med 28 invånare per kvadratkilometer. Närmaste större samhälle är Benešov, 7,8 km norr om Žebrák. Omgivningarna runt Žebrák är en mosaik av jordbruksmark och naturlig växtlighet.